# Barbus huloti
Barbus huloti е вид лъчеперка от семейство Шаранови (Cyprinidae). Видът е уязвим и сериозно застрашен от изчезване.

## Разпространение
Разпространен е в Демократична република Конго и Уганда.

## Описание
На дължина достигат до 28,2 cm.